# خايمي سيواني
خايمي سيواني (بالإسبانية: Jaime Seoane Valenciano) هو لاعب كرة قدم إسباني في مركز الوسط، ولد في 22 يناير 1997 في مدريد في إسبانيا. لعب مع ريال مدريد.

## وصلات خارجية
- خايمي سيواني على موقع الاتحاد الأوربي (الإنجليزية)
- خايمي سيواني على موقع قاعدة بيانات كرة القدم.إي يو (الإنجليزية)
- خايمي سيواني على موقع Soccerway.com (الإنجليزية)